# Keine Angst vor Schwiegermüttern
Keine Angst vor Schwiegermüttern ist ein deutscher Film von Erich Engels aus dem Jahr 1954. 

## Handlung
Martin Hoffmann ist ein Angestellter der Tabakfirma Günzlow, in der es viele hübsche Mädchen gibt, vor allen Dingen die Chefsekretärin Renate Winter, die auf ihn ein Auge geworfen hat. Das wiederum ärgert seine Freundin Gisela Steinberg, die nun einfach erzählt, dass sie schwanger ist. So will sie Martin noch fester an sich binden. Der ins Auge gefassten Hochzeit steht er sehr aufgeschlossen gegenüber, liebt er sie doch auch. Nur Mathilde Steinberg, die Mutter Giselas und sorgende Ehefrau des Musikprofessors Steinberg, ist gegen eine Eheschließung, da sie auf Grund geringer Einkünfte keine Zukunft für die beiden sieht. Auf Grund der Lüge mit dem zu erwartenden Kind stimmt sie aber zu. Da das junge Paar aber noch keine eigene Wohnung hat, muss es in einem möblierten Zimmer bei ihren Eltern wohnen. Martin stört aber der Klavierunterricht, den sein Schwiegervater erteilt, aber viel nervender ist die ewige Einmischung seiner Schwiegermutter. Also müssen sie sich doch ziemlich schnell um eine eigene Wohnung kümmern und umziehen. Nun passiert aber das, was die Schwiegermutter vorausgesehen hat. Mit Martins Einkommen ist kein Hausstand zu gründen. Die wunderschöne Einrichtung konnte nur auf Raten gekauft werden. Die Schulden wuchsen ihnen über den Kopf und der Gerichtsvollzieher ließ nicht mehr lange auf sich warten.
Bei einem Gespräch Giselas mit ihrer Freundin Lily findet diese einen Ausweg aus der prekären Lage, von dem Martin nichts zu wissen braucht. Ein befreundeter Strumpffabrikant namens Mayer sucht Mannequins und zahle auch sehr anständig. So dauerte es auch nicht lange und Gisela brachte die ersten 50 Mark selbst verdientes Geld nach Hause und übergab es Martin. Damit sich dieser keine Gedanken machte, erzählte sie ihm, dass es ein Lottogewinn wäre. Er glaubt immer noch an den nahenden Klapperstorch und kauft zu Giselas Entsetzen einen gebrauchten Kinderwagen, ohne an die noch offenen Möbelraten zu denken. Als Martin dann aber erfährt, woher das Geld wirklich ist, auch dass es mit dem Nachwuchs noch nicht so weit ist und obendrein ihr Benehmen zu dem Strumpffabrikanten auf intimere Zusammenhänge schließen lässt, platzt ihm der Kragen und Gisela zieht zu ihren Eltern zurück. Der nächste Schritt ist der zum Scheidungsanwalt.
Zuerst gefällt sie sich in der Rolle der beleidigten Diva, dann merkt sie aber, dass die Liebe zu ihrem Mann doch sehr stark ist. Sie geht heimlich in die eigene Wohnung zurück, um eine Versöhnung herbeizuführen. Sie hatte unter dem Gedanken an einem vereinsamten, unglücklichen Mann gelitten und findet jetzt Renate Winter bei ihm vor. Gisela rauscht, von neuem beleidigt, wieder davon. Aber Renate war nur gekommen, um etwas nach dem Rechten zu sehen. Nicht ganz ohne Hilfe der kleineren Geschwister Giselas kommen die beiden doch wieder zusammen und erwarten nun wirklich ein Baby.

## Produktion
Der Film wurde im Atelier Hamburg-Wandsbek produziert. Die Außenaufnahmen entstanden in Hamburg und Umgebung. Mathias Matthies und Ellen Schmidt schufen die Bauten, Produzent Hermann Schwerin und Werner Ludwig waren Produktionsleiter. Keine Angst vor Schwiegermüttern hatte am 15. Oktober 1954 in der gesamten Bundesrepublik, als Massenstart, Premiere.

## Kritik
Das Lexikon des internationalen Films bezeichnete den Film als „mattes Lustspiel voller Platitüden und Geschmacklosigkeiten“.